# Rocky Balboa (jeu vidéo)
Pour les articles homonymes, voir Rocky Balboa (homonymie).
 (avril 2020).
Si vous disposez d'ouvrages ou d'articles de référence ou si vous connaissez des sites web de qualité traitant du thème abordé ici, merci de compléter l'article en donnant les références utiles à sa vérifiabilité et en les liant à la section « Notes et références ».
Rocky Balboa est un jeu vidéo de boxe développé par Venom Games et édité par Ubisoft, sorti en 2007 sur PlayStation Portable.

## Personnages jouables
- Rocky Balboa (du premier Rocky, de Rocky 2, de Rocky 3, de Rocky 4, de Rocky 5 et de Rocky Balboa)
- Apollo Creed (du premier Rocky, de Rocky 2 et de Rocky 4)
- Clubber Lang (de Rocky 3)
- Ivan Drago (de Rocky 4)
- Flip Folsom (de Rocky 3)
- Joe Green (de Rocky 3)
- Marty Liz (de Rocky 5)
- Spider Rico (du premier Rocky)
- Tommy Gunn (de Rocky 5, 2 choix possibles, en short ou en survêtement)
- Tim Simms (de Rocky 5)
- Joe Czak (de Rocky 3)
- Matt Delarue (de Rocky 3)
- Philip Hammerman (de Rocky 3)
- Rodney Frazier (de Rocky 5)
- Dipper Brown (du premier Rocky)
- Ray Matthew (de Rocky 5)
- Mason Dixon (de Rocky Balboa)
- Union Cane (de Rocky 5)
- Dave Fossan (de Rocky 3)